# Rhodobryum pseudomarginatum
Rhodobryum pseudomarginatum är en bladmossart som beskrevs av Jean Édouard Gabriel Narcisse Paris 1898. Rhodobryum pseudomarginatum ingår i släktet rosmossor, och familjen Bryaceae. Inga underarter finns listade i Catalogue of Life.